# Hôtel Saint-Livier
L’hôtel Saint-Livier, sis 1 rue des Trinitaires à Metz, est le plus vieil édifice civil de la ville, à la fois château défensif et résidence luxueuse.

## Contexte historique
La bourgeoisie de Metz s’enrichissant, elle fait de la cité une république oligarchique brillante. Les XIIIe et XIVe siècles constituent l’une des périodes les plus prospères dans l’histoire de Metz, qui compte alors près de 30 000 habitants, soit la plus grande concentration urbaine de Lorraine. Ses foires sont très fréquentées et sa monnaie, la première de la région jusqu’en 1300, est acceptée dans toute l’Europe. Preuve de la prospérité des citains, de nombreux hôtels particuliers voient le jour à la fin du Moyen Âge. 

## Construction et aménagements
L’édifice construit au XIIe siècle occupe d’après la tradition l’emplacement d’une maison où serait né saint Livier. Il illustre l’influence italienne exercée par les banquiers lombards sur l’architecture civile médiévale de la ville à partir du XIIIe siècle : une haute tour-donjon, une toiture basse, en retrait de la façade, dominée par un mur écran crénelé de plusieurs mètres de haut qui servait de chemin de ronde. La façade de l’hôtel possède des ouvertures du XIIIe siècle et du XVIe siècle. Un plan de Belleforest de 1575 suggère que l’édifice avait à l’origine deux tours crénelées postées aux angles opposés du palais, une seule ayant subsisté.

## Affectations successives
Durant le Moyen Âge et la Renaissance, l'hôtel est dénommé « grand maison Saint-Livier », puis hôtel Saint-Blaise jusqu’en 1867. L’hôtel particulier abrite Charles Quint en 1540. Au XIXe siècle, l’édifice échappe à la démolition. Il abrite en 1898 les salles du conservatoire de musique. Restauré dans les années 1980, l’édifice est depuis mai 2004 le siège du Fonds régional d'art contemporain de Lorraine.
Les façades et toitures, le mur de clôture sur rue avec sa porte et les restes d’une galerie, le vestibule du XVIe siècle et l’escalier, d’une part, ainsi que les peintures murales de la pièce du rez-de-chaussée du bâtiment en fond de cour fait l’objet d’un classement au titre des monuments historiques depuis le 12 décembre 1939.

## Notes et références

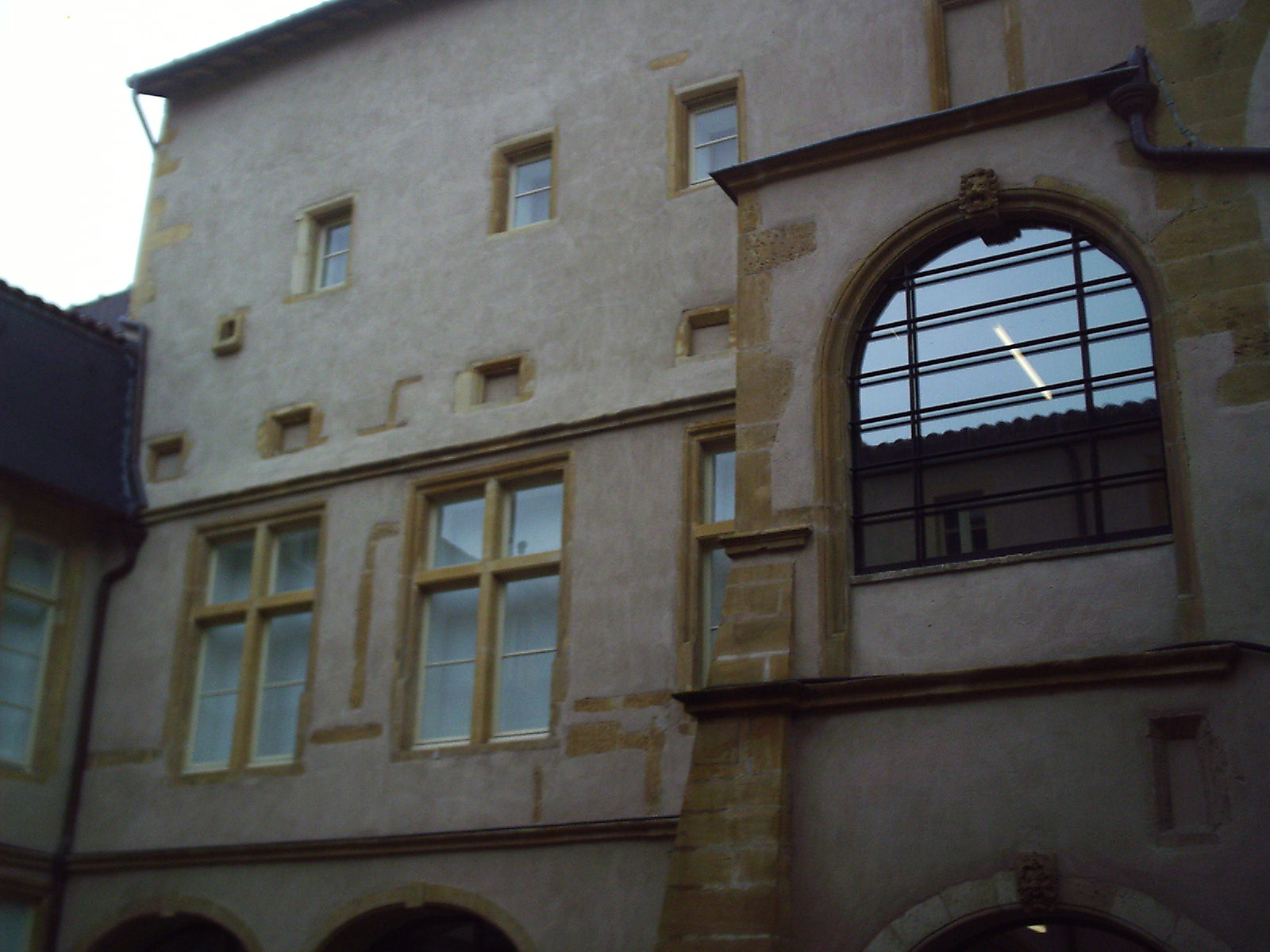
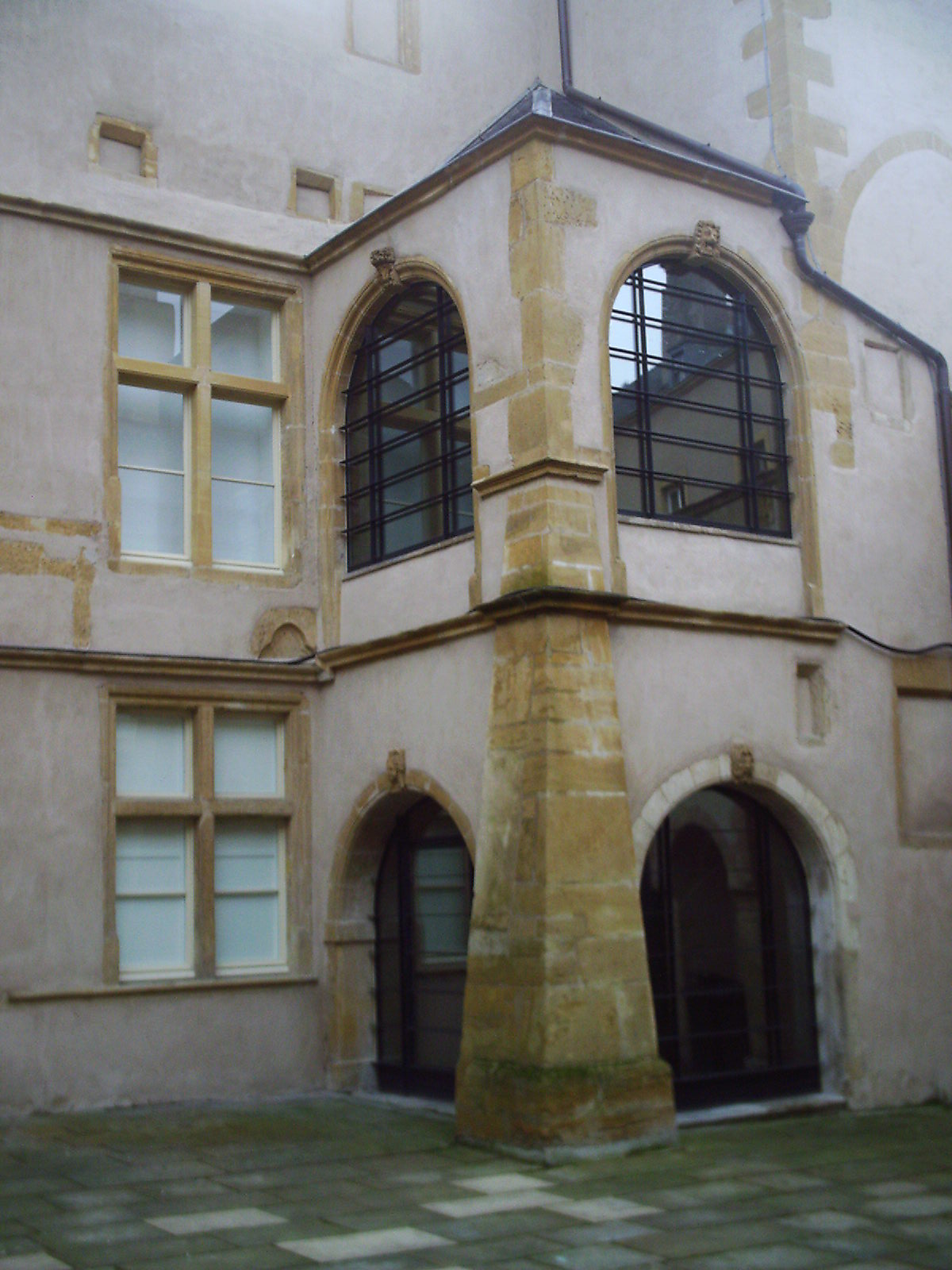
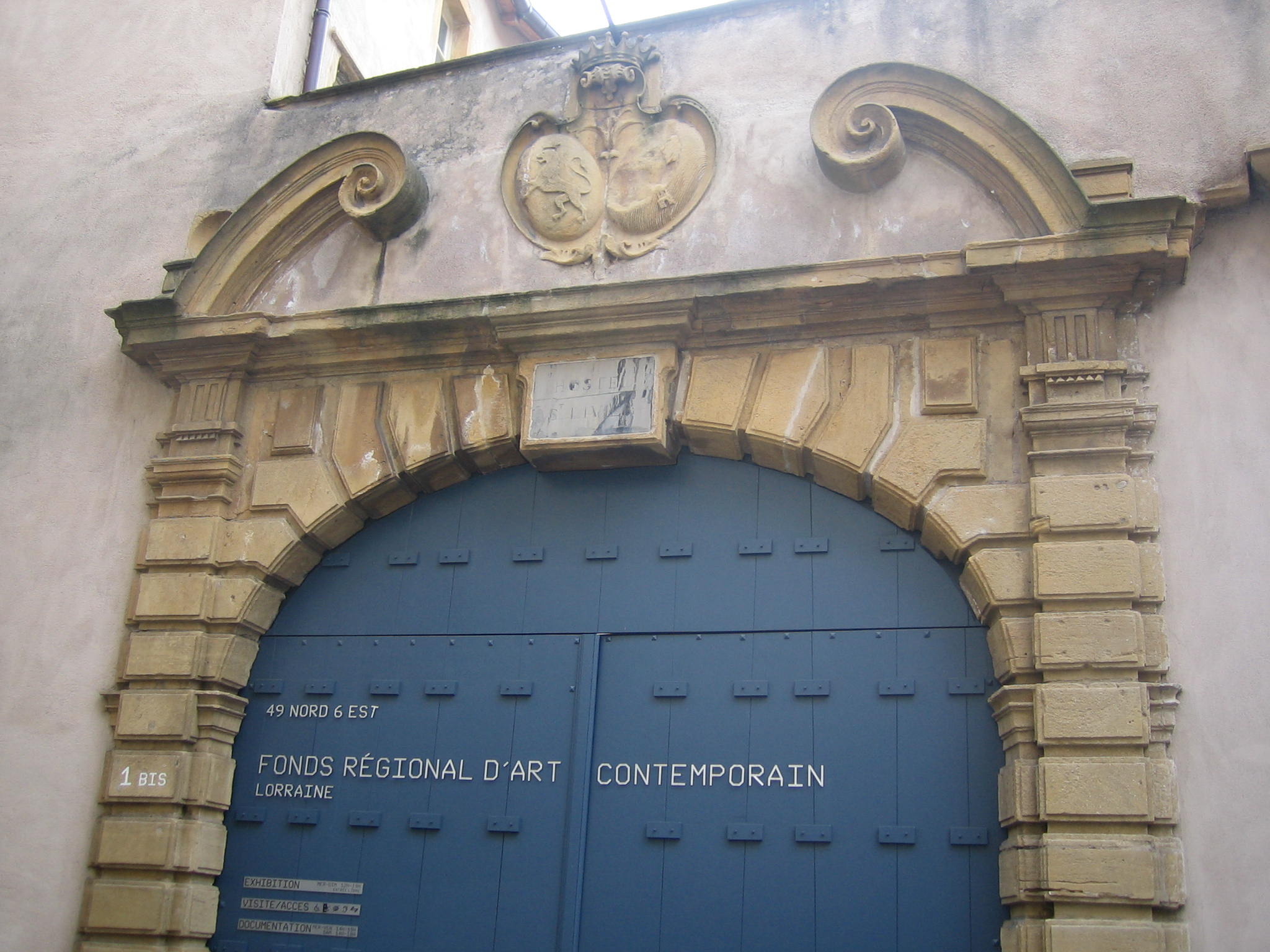
Porte d’entrée
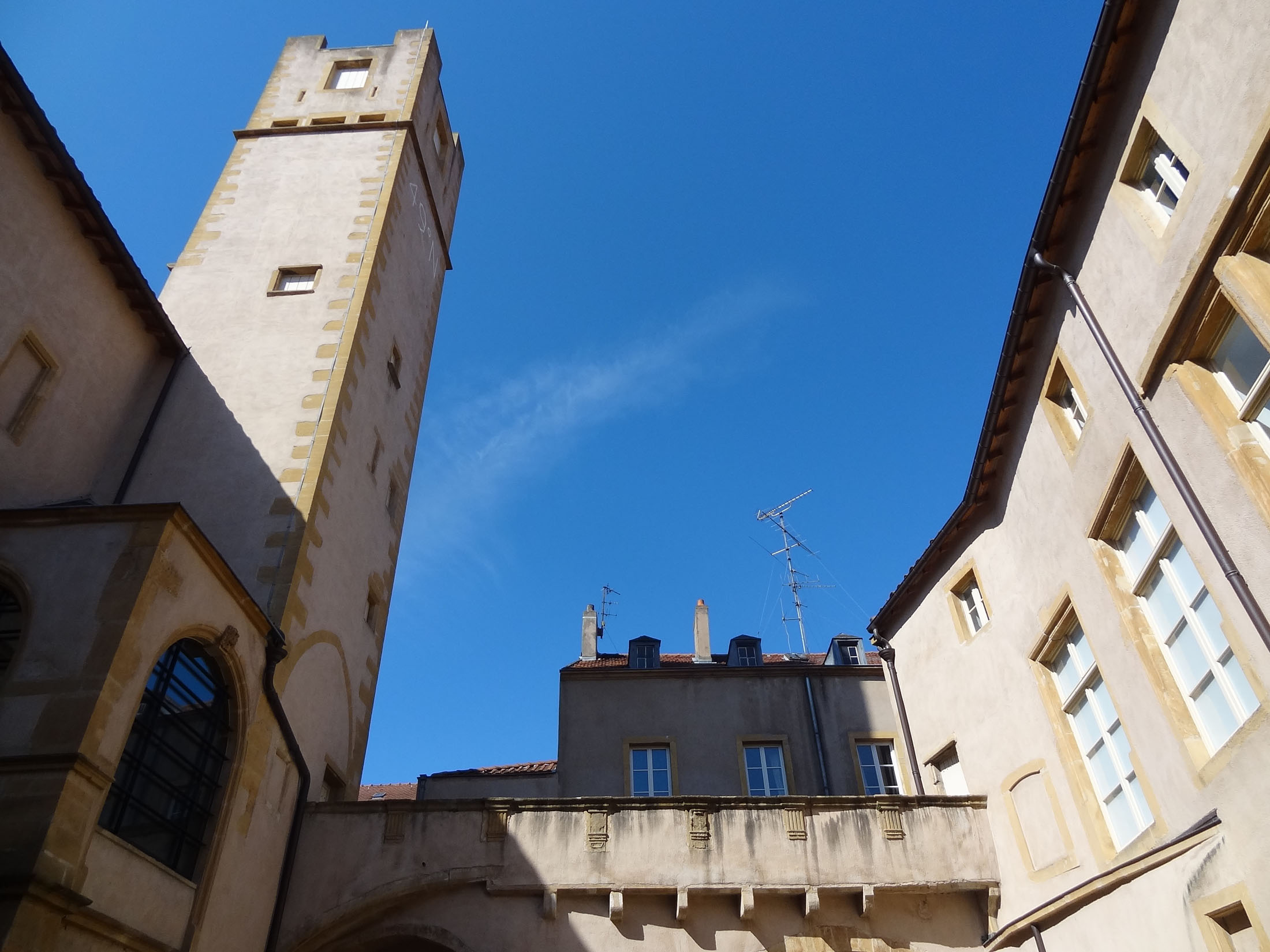
Vue depuis la cour de l'hôtel Saint-Livier